# دیم (عنوان)
دیم (انگلیسی: Dame) عنوانی افتخاری است و در نظام‌های شوالیه‌گری به زنانی داده می‌شود که عضو برخی از گروه‌های خاص مرتبه شوالیه‌گری شده‌اند. این عنوان به‌طور خاص به زنانی اعطا می‌شود که به دلیل خدمات برجسته، دستاوردها یا نقش‌های مهم در حوزه‌های مختلف مانند سیاست، فرهنگ، علم یا خیریه، شایستگی دریافت عضویت در نشان‌های معتبر شوالیه‌گری را پیدا کرده‌اند. این عنوان برای زنان، همان نقش سِر را دارد که به شوالیه‌های مرد داده می‌شود. زنانی که به واسطه حق خود عنوان بارونتس دارند هم می‌توانند از «دیم» استفاده کنند.
اگر زنی به درجات ارشد این نشان‌ها، مانند «دیم فرمانده» (Dame Commander) یا «دیم صلیب بزرگ» (Dame Grand Cross) در نشان‌هایی مثل نشان سنت جان، نشان مقبره مقدس، نشان گرمابه، نشان سنت مایکل و سنت جورج، نشان سلطنتی ویکتوریایی یا نشان امپراتوری بریتانیا برسد، به او دیم می‌گویند. برای مثال، وقتی زنی به مرتبهٔ «دیم فرمانده نشان امپراتوری بریتانیا» (DBE) منصوب می‌شود، از آن پس به‌صورت رسمی با عنوان دیم خطاب می‌شود، مانند دیم جودی دنچ، بازیگر بریتانیایی. در اروپای مرکزی هم نشان سنت جورج وجود دارد که زنان در آن به رتبه «دیم» می‌رسند. چون معادل زنانه‌ای برای شوالیه نیست، زنان همیشه به یکی از این نشان‌های جوانمردی مفتخر می‌شوند. اما زنانی که به نشان بند جوراب یا نشان گل خار دست یافته‌اند، به جای دیم، عنوان لیدی (بانو) می‌گیرند.